# Надеждинский металлургический завод (Норильск)
Наде́ждинский металлурги́ческий заво́д имени Б. И. Колесникова (НМЗ) — градообразующее предприятие Норильска, запущенное в 1979 году. Является производственным предприятием Норильского дивизиона компании «Норникель».

## История
Идея постройки завода впервые возникла в 1970 году. Тогда же пункт о строительстве так называемого Второго никелевого завода был включён в постановление Совета министров СССР «О мерах по обеспечению в 1971—1975 годах производства меди и никеля из рудного сырья».
Необходимость создания нового завода была связана с тем, что имеющиеся Медный завод и Никелевый завод не могли освоить весь доступный объём руд Талнахского и Октябрьского месторождений, открытых в 1960-х годах.
По некоторым данным, председатель Совета министров СССР, член Политбюро Алексей Косыгин имел непосредственное отношение к принятию советскими властями решения о строительстве нового завода. Он также отслеживал ход строительства. На строительстве завода были заняты 22 тыс. человек (без учёта иностранных специалистов), а также различная техника, включая вертолёты.
Изначально обсуждалась постройка завода в Лесосибирске, в том числе для доставки на предприятие сырья из Норильска по Енисею. Однако это противоречило концепции металлургии полного цикла, которую планировали заложить в работу завода, поэтому в итоге было принято решение возвести его в самом Норильске. Рассматривалось 14 вариантов для размещения предприятия в городе, завод был построен на месте бывшего аэродрома «Надежда», что определило название предприятия, — Надеждинский металлургический завод.
С начала 1974 года Второй никелевый завод официально изменил название на Надеждинский металлургический завод (НМЗ).
В 1974 году первым директором ещё строящегося Надеждинского металлургического завода был назначен Альберт Воронов, который пробыл на посту семь лет, до 1981 года. Команда, которую собрал Воронов, состояла в основном из работников лабораторий автоклавных процессов. Современники вспоминали, что, помимо прочего, Воронов поставил перед сотрудниками НМЗ задачу освоить технологию по переработке пирротинового концентрата.
28 июня 1979 года Надеждинский металлургический завод выпустил первую продукцию — сульфидный концентрат. 10 октября 1979 года была сдана в эксплуатацию первая технологическая линия — автоклавная гидрометаллургия пирротиновых концентратов, эта дата считается днём рождения завода. 9 июля 1981 года была принята в эксплуатацию вторая очередь завода — пирометаллургическое производство. С этого момента началась полноценная работа предприятия. До 1970 года возведение завода осуществлялось строителями Норильского комбината, после было поручено строителям Министерства энергетики и электрификации СССР. 
В 1981 новым директором завода стал Джонсон Хагажеев.  
В 1985 году завод вышел на проектную мощность.
С 14 июля 2003 года Надеждинский металлургический завод назван в честь Бориса Колесникова посмертно. Борис Колесников относится к почётным гражданам Норильска, также известен как директор Норильского горно-металлургического комбината. На этой должности он прослужил 15 лет (1973—1988 годы). На сдаче первой очереди Надеждинского металлургического завода Борис Колесников передал символический золотой ключ Альберту Воронову.
С сентября 2021 года директором Надеждинского металлургического завода является Виталий Муравьёв. Он работает на заводе с 2001 года.
К 2024 году НМЗ выпустил  более 12 млн тонн никелевого файнштейна, свыше 5,5 млн тонн никеля и 2,5 млн тонн анодной меди.

## Деятельность
Надеждинский металлургический завод занимается переработкой никель-пирротинового концентрата и металлосодержащего продукта с Талнахской обогатительной фабрики, а также никелевого и пирротинового концентратов Норильской обогатительной фабрики.
К готовой продукции завода относятся файнштейн и сера.
В 2016 году «Норильский никель» закрыл Никелевый завод. С этого момента Надеждинский металлургический завод стал единственным в Заполярном филиале производителем медно-никелевого файнштейна.
На заводе реализовано три типа производства:
1. В рамках гидрометаллургического производства происходит переработка металлосодержащего продукта Талнахской обогатительной фабрики с получением сульфидного концентрата и технической серы.
2. В рамках пирометаллургического производства идёт переработка смеси никель-пирротиновых и сульфидного концентратов с получением медно-никелевого файнштейна. Это полупродукт, который в виде слитков отправляют на дальнейшую переработку, по итогам которой получают чистые медь, никель, кобальт, а также концентраты драгоценных и редкоземельных металлов.
3. В рамках производства технического кислорода на заводе применяются криогенные технологии разделения воздуха на кислород и азот.

Надеждинский металлургический завод способен перерабатывать до 2,4 млн тонн никельсодержащего сырья в год.
Надеждинский металлургический завод имени Б. И. Колесникова также иногда называют Надеждинским металлургическим заводом, Надеждинским заводом, НМЗ и заводом «Надежда».

## Серная программа
В октябре 2023 года на базе Надеждинского металлургического завода был запущен в работу первый пусковой комплекс «Серной программы» (также известна как «Серный проект»). Это масштабный экологический проект «Норникеля», который должен уменьшить до минимальных значений выбросы диоксида серы на различных промышленных предприятиях Норильска. Проект входит в федеральную программу «Чистый воздух». Согласно условиям «Серной программы», в 2024 году совокупный объём выбросов загрязняющих веществ в городе должен снизиться не менее чем на 20 %, в 2025-м — на 45 % (от уровня 2015 года).
В рамках «Серной программы» запущены строительство установок по улавливанию богатых серой газов на Надеждинском металлургическом заводе, производство серной кислоты и её последующая нейтрализация при помощи известняка с получением гипса. Также переделы конвертирования и анодной плавки будут переведены с Медного завода на Надеждинский металлургический завод. В результате наиболее грязные производственные мощности Медного завода будут выведены из Норильска, все пирометаллургические мощности Норильского дивизиона будут сосредоточены на Надеждинском металлургическом заводе. Общая стоимость капитальных вложений в «Серный проект» оценивается в пределах 180 млрд рублей.